# Hiroto Miyauchi
Hiroto Miyauchi (japanisch 宮内 寛斗 Miyauchi Hiroto; * 23. Januar 1998 in der Präfektur Kanagawa) ist ein japanischer Fußballspieler.

## Karriere
Miyauchi erlernte das Fußballspielen in der Jugendmannschaft von YSCC Yokohama. Hier unterschrieb er 2016 auch seinen ersten Profivertrag. Der Verein aus Yokohama spielte in der dritten japanischen Liga. Für Yokohama absolvierte er acht Ligaspiele. 2018 wechselte er nach Matsue zum Matsue City FC. Mit dem Verein spielte er 44-mal in der Chūgoku Soccer League. 2018 wurde er mit dem Verein Meister und stieg in die dritte Liga auf. Für Matsue stand er 44-mal auf dem Spielfeld. 2020 wechselte er zum Viertligisten Verspah Ōita nach Yufu. Nach einer Saison und acht Spielen für Ōita unterschrieb er im Januar 2021 einen Vertrag beim Drittligisten YSCC Yokohama. Hier stand er zwei Spielzeiten unter Vertrag und absolvierte dabei 43 Ligaspiele. Im März 2023 wechselte er zum unterklassigen Yokohama Fifty Club. Nach vier Monaten ging er nach Australien, wo er sich dem unterklassigen Banyule City SC aus Banyule City anschloss.

## Erfolge
Matsue City FC
- Chūgoku Soccer League: 2018  ▲